# Celtic metal
Il Celtic metal è un sottogenere del folk metal sviluppato negli anni novanta in Irlanda . Come il nome suggerisce, il genere è una fusione di heavy metal e Musica celtica. I pionieri del genere sono il trio irlandese di Cruachan, Primordial e Waylander. Il genere è quindi uscito dai confini irlandesi e al giorno d'oggi molte band non irlandesi fanno Celtic metal.

## Storia
Le origini del Celtic metal possono essere trovate in uno dei primi gruppi Folk metal, la band inglese Skyclad. Il loro "ambizioso" e "innovativo" debut album The Wayward Sons of Mother Earth venne pubblicato nel 1991 con la canzone "The Widdershins Jig" che fu definita come "particolarmente significativa" e "un'ottima realtà nei reami del Metal". Questo album ha un grande impatto su un giovane Keith Fay che forma una band black metal ispirata a Tolkien con il nome di Minas Tirith.
Ispirato dal primo album degli Skyclad e dagli Horslips, il musicista Keith Fay formò una band black metal ispirata a Tolkien con il nome di Minas Tirith.., rinominata Cruachan nel 1992. Come i Waylander, Keith Fay accredita alla rock band irlandese Horslips una "ingente influenza sui Cruachan," osservando inoltre che "quello che loro han fatto negli anni settanta è l'equivalente di quello che facciamo noi adesso."